# Pilgrim (album Erica Claptona)
Pilgrim – rockowy album Erica Claptona wydany w 1998 roku, a nagrany w Olimpic Studio w Londynie w roku 1997.
Pilgrim był pierwszym albumem Claptona w całości z oryginalnymi utworami od czasu Yourneyman (1989). W swojej biografii artysta napisał, że chciał stworzyć najsmutniejszą płytę w swojej karierze.
Album pokrył się platyną dwa razy – w Norwegii i Stanach Zjednoczonych, oraz wielokrotnym złotem, min. w Wielkiej Brytanii i Francji.
W Polsce uzyskał status złotej płyty.
Tytułowy utwór został wykorzystany w filmie Zabójcza broń 4.
Cztery piosenki z Pilgrim znalazły się również na innym albumie Claptona – One More Car, One More Rider

## Lista utworów
1. „My Father’s Eyes” (Eric Clapton) – 5:24
2. „River of Tears” (Clapton, Simon Climie) – 7:22
3. „Pilgrim” (Clapton, Simon Climie) – 5:50
4. „Broken Hearted” (Clapton, Greg Phillinganes) – 7:52
5. „One Chance” (Clapton, Simon Climie) – 5:55
6. „Circus” (Clapton) – 4:11
7. „Going Down Slow” (St. Louis Jimmy Oden) – 5:19
8. „Fall Like Rain” (Clapton) – 3:50
9. „Born in Time” (Bob Dylan) – 4:41
10. „Sick & Tired” (Clapton, Simon Climie) – 5:43
11. „Needs His Woman” (Clapton) – 3:45
12. „She’s Gone” (Clapton, Simon Climie) – 4:45
13. „You Were There” (Clapton) – 5:31
14. „Inside of Me” (Clapton, Simon Climie) – 5:25

## Listy sprzedaży
| Lista           | Kraj              | Pozycja |
| --------------- | ----------------- | ------- |
| Billboard 200   | Stany Zjednoczone | 4       |
| UK Albums Chart | Wielka Brytania   | 6       |